# Dissay-sous-Courcillon
Dissay-sous-Courcillon è un comune francese di 1 011 abitanti situato nel dipartimento della Sarthe nella regione dei Paesi della Loira.

## Società

### Evoluzione demografica
Abitanti censiti